# Pelargonium echinatum
Pelargonium echinatum är en näveväxtart som beskrevs av Curt.. Pelargonium echinatum ingår i släktet pelargoner, och familjen näveväxter. Inga underarter finns listade i Catalogue of Life.